# Puig de les Morreres
El Puig de les Morreres és una muntanya de 2.212 metres que es troba als municipis de Guixers i de la Coma i la Pedra, a la comarca del Solsonès. És el punt més elevat de la serra de Querol, serra que forma part del massís del Port del Comte.
Al cim s'hi pot trobar un vèrtex geodèsic (referència 274089001).

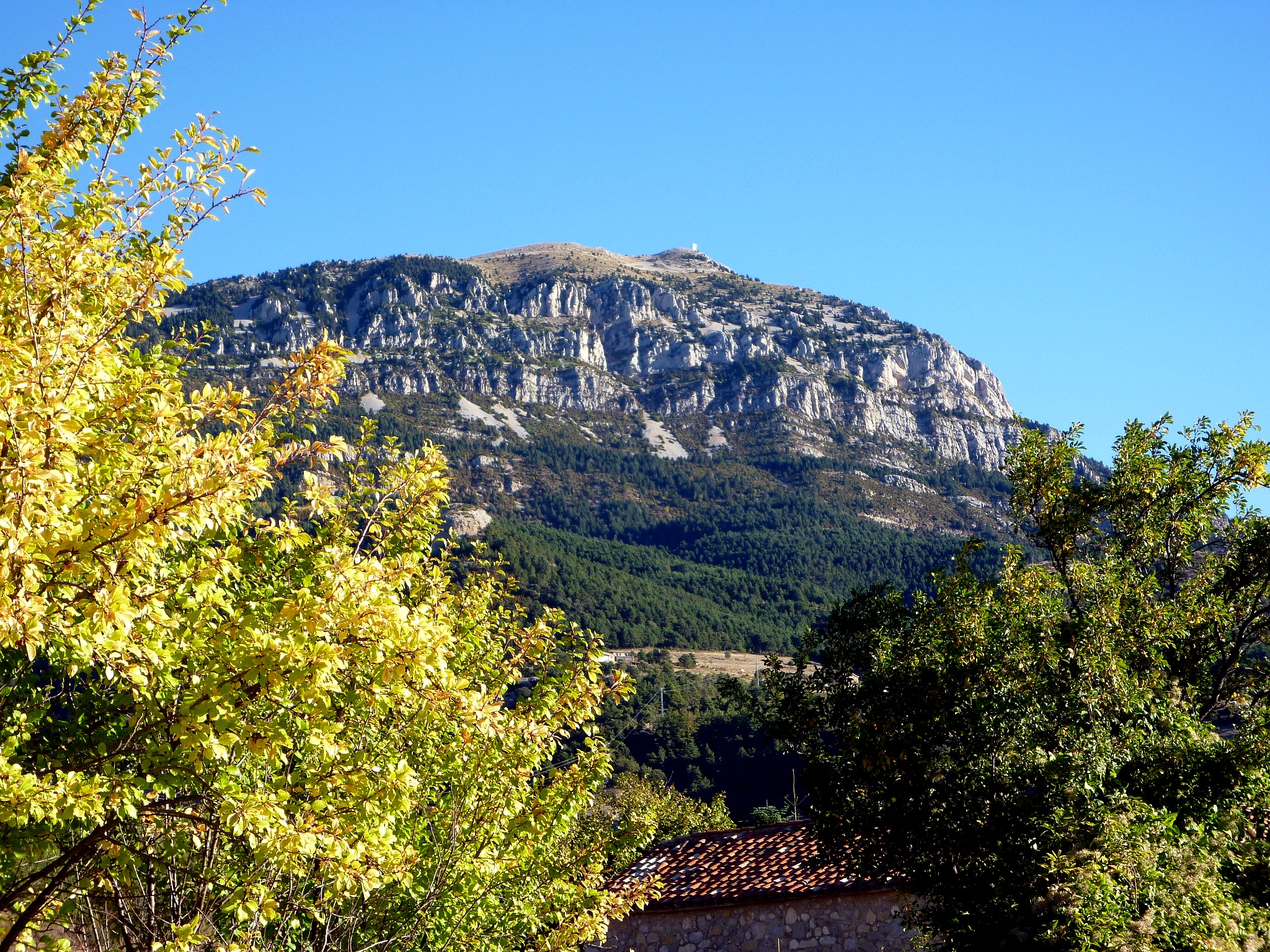
El Puig de les Morreres vist des de Canalda

Aquest cim esta inclòs al llistat dels 100 cims de la FEEC. S'hi accedeix des del Coll de Jou.